# Magaajyia Silberfeld
Sarah Magaajyia Silberfeld (París, 30 de agosto de 1996) es una actriz y directora de cine franco-nigeriana.

## Biografía
Silberfeld es hija de la directora de cine Rahmatou Keïta y del periodista francés Antoine Silber. Comenzó a actuar en el teatro local a los 11 años. Creció en Francia, pero viajó con frecuencia a Grecia, Níger y Mali, y vivió en Los Ángeles durante tres años. Hizo su debut cinematográfico en 2011, en La Lisière. Estudió actuación en el Lee Strasberg Institute en 2013, en Playhouse West Repertory Theatre en 2014 y en Susan Batson Studio en 2015. A la edad de 18 años, escribió y dirigió su primer cortometraje, Me There, y codirigió Ride or Die con Piper de Palma y Roxane Depardieu.
En 2016, obtuvo su primer protagónico en The Wedding Ring, dirigida por su madre y financiada íntegramente con fondos africanos. Interpretó a Tiyaa, una joven que va a estudiar a Francia y se enamora de un hombre de prestigio. El proyecto se convirtió en la primera película nigerina en proyectarse en los Premios de la Academia. En 2017, dirigió su cortometraje Vagabonds, protagonizado por Danny Glover. El mismo año, obtuvo un título en filosofía de la Sorbona. Durante la universidad, aprendió inglés viendo películas estadounidenses.
Fungió como curadora durante el 2019 Festival de cine Internacional Fribourg y patrocinó la Carta para Igualdad y Diversidad. Silberfeld presentó el documental de su madre Al'lèèssi... Une actrice africaine (2004), un retrato de la actriz nigeriana Zalika Souley.

## Filmografía
- 2011: La Lisière (actriz)
- 2014: Me There (cortometraje, codirectora/escritora)
- 2015: Ride or die(cortometraje, co-directoa)
- 2016: El Anillo de Boda (actriz)
- 2017: Vagabonds (cortometraje, directora/escritora)